# Marco Straubel
Marco Straubel (* 24. Juli 1981 in Hameln) ist ein ehemaliger deutscher Endurosportler und mehrfacher deutscher Enduro-Meister.

## Sportlicher Werdegang
Marco Straubel beteiligte sich im Alter von 17 Jahren im Jahr 1998 erstmals an professionellen Wettkämpfen. Bereits im Premierenjahr konnte er den Deutschen Enduro-Pokal in der Klasse bis 125 cm³ Zweitakt erringen.
Folgend startete er in der Deutschen Enduro-Meisterschaft und errang 2004 in der Klasse bis 450 cm³ Viertakt seinen ersten Meistertitel. Diesen Erfolg konnte er 2006, nach neuer Klasseneinteilung in der E2 (bis 250 cm³ Zweitakt/450 cm³ Viertakt), wiederholen. 2007 und 2008 startete er in der nächsthöheren Klasse E3 (über 250 cm³ Zweitakt/500 cm³ Viertakt) und konnte auch hier jeweils den Meistertitel erringen.
Neben den nationalen Wettbewerben nahm er auch an der Enduro-Europameisterschaft teil, größter Erfolg ist der zweite Platz in der Gesamtwertung der Klasse Junior E2 in der Saison 2003.
Mit der Mannschaft nahm er 2003 erstmals an den prestigeträchtigen Six Days teil. Bei der 78. und 79. Internationalen Sechstagefahrt war er jeweils im Aufgebot der deutschen Nationalmannschaft im Wettbewerb um die Junior World Trophy, das Team erreichte in der Gesamtwertung den 4. bzw. 13. Platz. (Bei der Austragung 2004 brachen die deutschen Nationalmannschaften als Reaktion auf den Unfalltod von Swen Enderlein den Wettbewerb am dritten Fahrtag ab, in der Ergebnislisten wurden sie jedoch weitergeführt.) In den Jahren 2007, 2008 und 2009 war er Fahrer in der deutschen World-Trophy-Mannschaft und erreichte mit ihr den siebten, achten bzw. zehnten Platz in der Gesamtwertung.
Neben dem Enduro startete er zwischen 2010 und 2014 auch in der German Cross Country-Meisterschaft (GCC), 2012 startete er auch beim ErzbergRodeo.
Seine letzte Saison als Aktiver fuhr er 2015 mit der Deutschen Enduro-Meisterschaft.
Straubel bestritt seine Wettkämpfe zuerst auf KTM, 2012 wechselte er auf GasGas und in seiner letzten Saison ging er auf Yamaha an den Start.

## Privates
Straubel ist gelernter Zweiradmechaniker (Ausbildung im Unternehmen des früheren Endurosportlers Bert von Zitzewitz) und arbeitet seit seinem Karriereende als privater Enduro-Trainer und -Tourenguide.
Sein Vater ist der ebenfalls im Endurosport erfolgreiche Manfred Straubel.